# Li Mu
Li Mu (caratteri cinesi: 李牧; Zhao, III secolo a.C. – 236 a.C.) è stato un generale cinese vissuto nel III secolo a.C., durante l'era conosciuta come periodo dei regni combattenti.
Insieme a Bai Qi, Wang Jian e Lian Po, fu riconosciuto come uno dei Quattro Grandi Generali dell'epoca degli stati combattenti.

## Carriera
Li Mu assunse il comando delle forze di sicurezza generali dello stato di Zhao dopo la morte di Zhao She e l'esilio del grande Lian Po, entrambi valenti generali delle forze Zhao. Li Mu diede inizio alla propria carriera militare combattendo sulla frontiera settentrionale, battendosi contro i barbari Xiongnu. A causa della sua strategia estremamente difensiva, fu accusato di codardia e rimpiazzato da un generale minore molto più aggressivo. Quest'ultimo, tuttavia, collezionò una serie di sconfitte che spinse il governo a richiamare al fronte Li Mu, al quale fu fornito un esercito più numeroso. Il generale nascose le sue truppe vicino al confine, e quando i barbari tentarono di passare oltre tese loro un agguato, li circondò e li sconfisse. Più tardi, combatté e sconfisse anche i barbari Tan Lan, Lin Hu e Donghu.
In anni successivi, iniziò a sentirsi minacciosa la presenza dello stato di Qin, con l'ascesa al trono del crudele Qin Shi Huang, che sarebbe poi diventato l'unificatore della Cina e creatore dell'impero. Dopo aver sofferto la grande sconfitta con Qin durante la battaglia di Changping, durante la quale era stato affidato il comando dell'esercito all'irruente Zhao Kuo, lo stato di Zhao si era visto dimezzare l'esercito ed i territori.

Inoltre, Zhao era isolato diplomaticamente dagli altri regni: Wei, Yan ed Han erano troppo deboli per fornire qualsiasi tipo di supporto, mentre Qi e Chu erano più favorevoli a sottomettersi pacificamente al potente Qin piuttosto che affrontarlo in battaglia.
Tuttavia, il generale Li Mu ebbe ancora la possibilità di offrire una strenua resistenza alle forze Qin. Queste ultime, infatti, non impiegarono molto tempo ad annettere ai propri territori gli stati di Wei e Han, ma non riuscirono ancora a sfondare le difese Zhao.
Eliminare Li Mu divenne una necessità per le forze Qin, se avessero voluto conquistare lo stato ed unificare la Cina. Il governo Qin mandò delle spie alla corte Zhao, corrompendo dei funzionari di fiducia del re per persuadere quest'ultimo che Li Mu stesse pianificando una rivolta. Il piano di Qin ebbe successo: Li Mu fu arrestato e, nel 236 a.C., giustiziato per ordine del re. Secondo lo storico Sima Qian (capitolo 102 dello Shiji), ciò accadde quando salì al trono il re Qian, "la cui madre era una ballerina".
Con la morte di Li Mu, la caduta dello stato di Zhao era inevitabile. Circa 10 anni dopo la sua morte, il re Dai sarebbe caduto e lo stato preso definitivamente da Qin.